# Парвин, Мохамад
Мохама́д Парви́н (перс. محمد پروين‎; род. 14 июня 1988, Тегеран, Иран) — иранский футболист, нападающий. Сын футболиста Али Парвина. В 2009 году он играл в Европе на правах аренды за «ДАК 1904».

## Карьера
Мохамад Парвин начал свою карьеру в молодёжной академии тегеранского «Персеполиса», свой первый профессиональный контракт подписал в 2005 году. Несмотря на то, что его отец был главным тренером команды, он долго не мог сыграть в официальном матче. Его дебют состоялся в товарищеской игре против немецкого гранда «Баварии». Парвину пророчили большое будущее в сборной, однако после ухода отца с поста тренера «Персеполиса» его карьера пошла на спад. Позже Парвин последовал за отцом, который стал техническим директором «Стил Азина», там он стал лучшим бомбардиром Лиги Азадеган. Благодаря этому в июле 2008 года Парвина вызвали в сборную Ирана, с которой он выиграл Чемпионат Федерации футбола Западной Азии. После хорошего сезона в «Стил Азине» вскоре после отставки отца он решил снова сменить клуб. Несмотря на предложение со стороны «Персеполиса», он перешёл в «Сайпу». Предполагалось, что причиной его отказа играть в «Персеполисе» были плохие отношения между Дариушем Мостафави (тогда генеральный директор «Персеполиса») и его отцом Али Парвином. После всего 12 матчей за «Сайпу» он полгода провёл в аренде за словацкий «ДАК 1904». Затем в июле 2009 года он вернулся в «Персеполис». На втором этапе карьеры ему снова не удалось закрепиться в иранском гранде, и Мухамад снова сменил клуб в 2011 году. Его следующей командой стал «Пайкан», где он также не задержался надолго, перейдя в «Гахар Загрос».

## Достижения
«Стил Азин»
- Лучший бомбардир Лиги Азадеган (15 голов): 2007/08

«Персеполис»
- Кубок Ирана (2): 2009/10, 2010/11

Сборная Ирана
- Чемпионат Федерации футбола Западной Азии: 2008